# ڃ
Nya (ڃ) est une lettre additionnelle de l’alphabet arabe utilisée dans l’écriture du sindhi.

## Utilisation
Dans l’écriture du sindhi avec l’alphabet arabe, ‹ ڃ › représente une consonne nasale palatale voisée [ɲ].
Durant des ateliers organisés par l’Isesco dans les années 1980, ‹ ڃ › est proposé pour transcrire une consonne occlusive glottale palatalisée [ʔʲ] ou une consonne spirante palatale voisée laryngalisée [j̰] dans l’écriture du haoussa et du pulaar, transcrite avec l’apostrophe et l’y ‹ ʼy › ou l’y crocheté ‹ ƴ › dans l’alphabet latin.
Lors d’un atelier de l’Isesco à N’Djamena en 2003, elle est aussi proposé pour écrire cette consonne en mahorais.
Dans l’alphabet national du Tchad, ‹ ڃ › représente une consonne nasale palatale voisée [ɲ].
Au Sénégal, ‹ ݝ › représente un coup de glotte palatalisée [ʔj] en peul et seereer écrits avec les caractères coraniques harmonisés.